# Sphingonotus menglaensis
Sphingonotus menglaensis är en insektsart som beskrevs av Wei, S.-z. och Z. Zheng 2005. Sphingonotus menglaensis ingår i släktet Sphingonotus och familjen gräshoppor. Inga underarter finns listade i Catalogue of Life.